# Кицын, Кирилл Алексеевич
Кири́лл Алексе́евич Ки́цын (род. 13 августа 1988 года, Новокузнецк, СССР) — российский хоккеист, левый нападающий.

## Карьера
Кирилл Кицын начал профессиональную карьеру в составе «дубля» родного новокузнецкого «Металлурга». В сезоне 2007/08 был капитаном «Металлурга-2». В сезонах 2006/07 и 2007/08 становился лучшим бомбардиром и снайпером команды. В декабре 2008 года дебютировал в Высшей лиге в составе самарского ЦСК ВВС. После сезона 2009/10 в Первой лиге отправился за океан в команду Луизиана АйсГейторз Южной профессиональной хоккейной лиги (SPHL). В Северной Америке провёл 27 матчей, набрал 12 (1+11) очков. После отправился в Казахстан, где выступал в Открытом Чемпионате Республики Казахстан с 2011 по 2013 годы. В 2012 году стал обладателем Кубка Казахстана в составе кокшетауского «Арлана». В декабре 2013 года вернулся в Россию в Первую лигу, предшественнику Первенству Высшей хоккейной лиги, где играл за ЦСК ВВС и смоленский «Славутич». Сезон 2015/16 провёл в составе ХК «Тамбов», с которым стал обладателем первого Кубка Федерации. Затем игрок «Мордовии» (Саранск).

### В сборной
В 2006 году участвовал в юниорском чемпионате мира за сборную команду Казахстана в дивизионе 1, где стал бронзовым призёром соревнований. В 2008 году принимал участие в молодежном чемпионате мира в элитном дивизионе.

## Семья
Отец Алексей Кицын — заслуженный тренер Российской Федерации. Младший брат Максим — хоккеист.